# Qaw al-Kebir
Qaw al-Kabir o Qau el-Kebir (àrab: قاو الكبير, Qāw al-Kabīr, ‘Qaw la Gran’) és una petita ciutat d'Egipte a la riba oriental del Nil a uns 5 km a l'est de la ciutat de Tima (estació ferroviària) i a 45 km al sud d'Asyut. El seu nom egipci antic fou Tjebu, Djew-Qa o Dew Qaw, que volia dir ‘Muntanya Alta’, amb relació a les muntanyes del Desert oriental, nom després traspassat a la ciutat; en copte fou anomenada Tkooy o Tkuoy (copte: ⲧⲕⲱⲟⲩ o ⲧⲕⲟⲟⲩ), i sota els grecs i romans es va dir Anteòpolis (llatí: Antaeopolis, ‘ciutat d'Anteos’). Propera hi havia la ciutat anomenada Per Wadjet (‘la Casa de Wadjet’), pel deu principal del nomós, Wadjet, ciutat que els grecs van anomenar Afroditòpolis.
Anteòpolis fou capital del nomós X de l'Alt Egipte (Uatshet o Wadjet). Els déus principals eren Wadjet i Nemty. Ptolemeu IV Filopator hi va construir un temple que va existir fins al segle xix quan el material es va fer servir per a construir un palau a Asyut. Una columna que va quedar se la va emportar el Nil a la riuada de 1821.
A un lloc proper a la vora del desert hi ha les ruïnes d'un petit temple de rajoles de l'Imperi nou, que fou construït sobre un temple anterior del primer període intermedi; el temple té un altar i dos cambres de santuari.
A la necròpoli del sud hi ha les tombes tallades a la roca de Qau el-Kebir que són els monuments privats més grans de l'Imperi mitjà. Les tombes de la necròpoli apareixen bastant damnades però per les troballes se sap que la decoració i l'equipament era d'alta qualitat. Amb les destruccions patides i la repetició d'alguns noms (Wah-ka, Ibu) la successió no està ben establerta i segueix en discussió, però en tot cas cal datar-les durant la dinastia XII (a altres llocs les tombes tallades a la toca desapareixen amb Senusret III). Un estela amb el nom de Amenemhat III i el de Wah-ka II (el propietari de la tomba major) permet datar a aquest darrer durant el regnat d'Amenemhat III. Altres tombes importants corresponen a Wah-ka I (príncep hereditari i nomarca), Ibu i Sobekhotep. Les tombes segueixen l'estructura d'un temple de piràmide amb una capella associada al temple de la vall, calçada i temple mortuori; uns pòrtics connectaven les terrasses amb escales cap a una sèrie de cambres subterrànies on s'enterraven els nomarques i la seva família; les antecambres de la capella eren decorades amb relleus a la pedra, i alguna estàtua. A les tombes s'hi pujava per una rampa que era el lloc per on també es portava el sarcòfag.
A la necròpoli del nord s'han trobat enterraments que daten del període de Naqada fins a l'època romana. La necròpoli fou excavada per Flinders Petrie (1923-1924) i per J. L. Starkey el 1925, que va trobar un papir amb un important text cristià primitiu.